# Regula falsi
Regula falsi (lat. pravilo laži) vrlo je stara metoda za određivanje rješenja jednadžbe s jednom nepoznanicom. Današnjim rječnikom bismo mogli reći da je ova metoda analogon općoj metodi pokušaja i pogreške.
Ova metoda prirodno se javila u algebri kao prethodnik sistematičnijih metoda za rješavanje linearnih i kvadratnih jednadžbi.

## Primjer
Uzmimo problem 26 u papirusu Rhinda. Problem traži rješenje jednadžbe {\displaystyle x+x/4=15}. Ovo se, dakako, može rješiti pravilom laži.
Prvo, pretpostavimo da je {\displaystyle x=4} kako bismo slijeva dobili {\displaystyle 4+4/4=5}. Ovaj pokušaj je dobar izbor jer dobivamo cjelobrojnu vrijednost. Ipak, 4 nije rješenje originalne jednadžbe jer daje triput manju vrijednost. To znači da trebamo pomnožiti {\displaystyle x} (koji je sada 4) s 3 te supstituirati opet da dobijemo {\displaystyle 12+12/4=15}. Sada lako provjerimo da je {\displaystyle x=12} zaista rješenje početne jednadžbe.